# Савино (Камбарський район)
Са́вино (рос. Савино, удм. Савино) — присілок у складі Камбарського району Удмуртії, Росія.
Населення — 25 осіб (2010; 31 у 2002).
Національний склад:
- росіяни — 94 %